# Вулкан Менделеева
Вулкан Менделе́ева — действующий вулкан в южной части острова Кунашир Большой Курильской гряды. Назван в честь выдающегося русского химика Д. И. Менделеева в 1946 году.

## Общая информация
Сложный стратовулкан с центральным экструзивным куполом. Высота 886 м (по другим данным — 888 м). Конус вулкана окружен обширной кальдерой и сформирован андезитовыми и андезито-базальтовыми лавами. Основной состав лав — кварцевый оливинсодержащий дацит. Внутреннее строение вулкана Менделеева представляет собой систему поверхностных и глубинных магматических очагов. Основной периферический очаг диаметром около 2 км располагается непосредственно под вулканом на глубине 4,5 км, глубинный магматический очаг находится на глубинах 30—60 км. Парогазовые выбросы и усиление фумарольной активности в 1880, 1901, 1946, 1977 гг.
На склонах вулкана располагается много фумарол и горячих источников, поверхность склонов покрыта хвойно-широколиственными лесами с густым подлеском из курильского бамбука и кедрового стланика. У подножия обустроено место отдыха «Горячий пляж», в настоящее время находящееся на территории погранчасти, доступ к которой в значительной степени ограничен, где вода из вулканических источников используется в качестве естественных лечебных ванн.
Вулкан Менделеева относится к особо охраняемым природным территориям (ООПТ) и является комплексным региональным памятником природы общей площадью 30 000 га (III категория по классификации МСОП). Статус государственного памятника природы был присвоен ему в 1983 году.
Местные жители называют вулкан ещё и "спящей красавицей", так как если смотреть на него с определенной стороны, то его силуэт напоминает образ лежащей девушки.

## История формирования
Формирование вулкана проходило в три стадии, о чём свидетельствуют три вулканических конуса, последовательно сформировавшихся и разрушенных в результате эксплозивных извержений с образованием кальдерно-кратерных депрессий с диаметрами 6—9 км, 3—3,5 км и 1 км. Постепенное уменьшение размеров свидетельствует о значительном временном интервале формирования данной структуры и ослаблении вулканической активности.
Первый период проявления вулканической деятельности представлен андезито-базальтовыми лавовыми потоками мощностью до 8 м, которые залегают ниже среднеплейстоценовых морских отложений. Возраст подстилающих лаву осадков, судя по составу обнаруженных в них микроорганизмов, составляет 200—230 тыс. лет.
Второй период развития представлен двумя пачками андезито-базальтовых шлаков мощностью 1—2 м. Обугленная древесина, обнаруженная под нижней пачкой шлаков, в соответствии с данными радиоуглеродного анализа, имеет возраст 36 200—36 400 лет.
Извержение вулкана, составляющее третий период образования, согласно исследованиям возраста сгоревшей древесины, произошло 2550±40 лет назад.
После образования третьей кальдеры начался рост наблюдаемого сейчас экструзивного купола, который продолжался несколько столетий. Следами данного процесса являются два слоя (до 2—3 см) вулканогенного материала, возраст которых, по данным радиоуглеродного анализа составляющих слои отложений, оценивается соответственно в 2100 и 1500 лет.
Следующей стадией развития вулкана стало образование взрывных воронок по кольцевым разломам на периферии купола. В настоящее время данные воронки представляют собой потухшие и действующие сольфатарные поля. Наиболее активными из них являются Северо-восточное и Северо-западное поле.

## Современное состояние

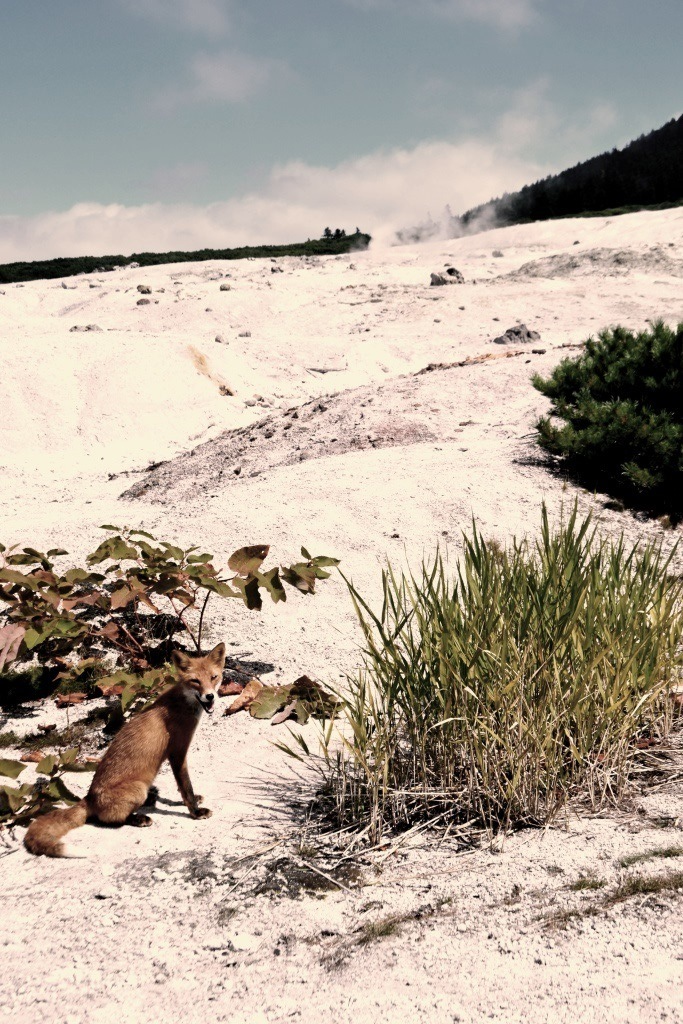
Лиса в районе северо-западного сольфатарного поля вулкана Менделеева

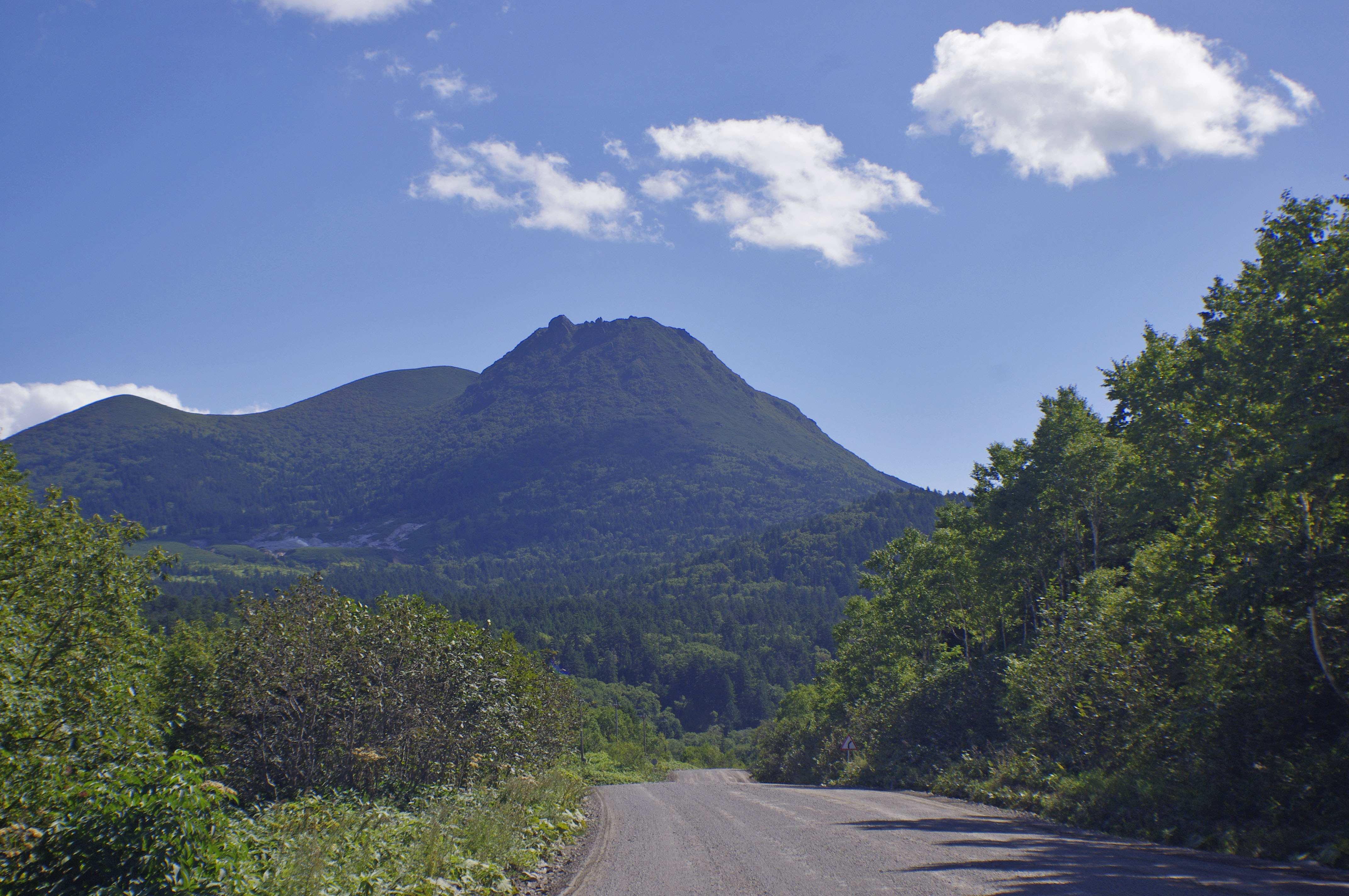
Вулкан Менделеева с 16-го км

Северо-восточное сольфатарное поле представляет собой группу из трёх слившихся между собой взрывных воронок, через которые идет разгрузка энергии в виде выделения вулканических газов и термальных растворов. Именно на этом поле в 1880 году произошло последнее извержение.
Что касается других проявлений активности, то в 1901 году в окрестностях вулкана отмечались грохот и гудение, а в 1946 году местными жителями на Северо-восточном сольфатарном поле наблюдались горячие газы и пар, выбрасывавшиеся из недр вулкана.
В феврале—апреле 1977 года под вулканом произошёл рой землетрясений (более 200 толчков) с глубиной очага более 20 км, причиной которых называют факт проведения буровых работ на геотермальном месторождении «Горячий пляж». Также не исключается, что землетрясения могли быть связаны с активизацией магматического очага вулкана.
В конце августа 1977 года на Северо-восточном поле отмечалась кратковременная активизация деятельности сольфатар, выразившаяся в периодических выбросах парогазовых струй высотой 150—200 м.
Северо-западное сольфатарное поле также относится к разряду активных полей вулкана Менделеева.
Так, 15 августа 1978 года на сольфатаре «Спокойная» наблюдалось появление расплавленной серы и повышение температуры до 113 °C. После температура вновь понизилась и в 1984 г. составляла уже 111 °C. На сольфатаре «Ревущая» в 1984 году температура достигла 130°, при этом образовался целый поток расплавленной серы, но в сентябре 1987 года температура опять составляла 111 °C.
В апреле—июне 1987 года зафиксирован очередной рой землетрясений (около 80 толчков) предположительно вулканического характера, а в мае 1987 г. на Северо-восточном сольфатарном поле произошёл небольшой парогазовый выброс.
В 1990 году на Северо-западном поле было зафиксировано последующее усиление активности, что выразилось в плавлении серы на сольфатарах, повышении температуры на 2° в термальных источниках, а также появлении нового термального выхода.
Летом 2000 года на вулкане Менделеева отмечен рой землетрясений с глубиной очага менее 20 км.
Обследование вулкана в период с 2000 по 2003 год показало общее снижение активности газовых струй сольфатарных полей и термальных выходов. Так, на Северо-западном поле в сольфатаре «Ревущая» максимальная температура в августе 2000 года была зафиксирована на уровне 109,6°, в сентябре 2001 года — 106,3°, а в сентябре 2002 года — 101,0 °C. На Северо-восточном поле температура в термальных источниках за этот период не превышала 100 °C. Исследования также свидетельствуют о стабильном температурном режиме термальных выходов в долине ручья Кислый и о снижении температуры Нижнедокторских термальных источников на 0,5—2° в сравнении с 1999 годом.
Результаты геологического изучения вулкана и проведённые наблюдения указывают на то, что существенное изменение активности вулкана в ближайшем будущем является маловероятным, однако полностью не исключают нового цикла активизации вулкана с извержениями различной силы, который может быть инициирован поступлением магмы из глубинного очага. Разгрузка энергии магматического очага будет продолжаться за счёт выделения термальных растворов и парогазовых струй на действующих сольфатарных площадках. Также возможны повторные наблюдения излияний серных потоков, фреатических (разрывы магматического материала из-за перепада температур) и гидротермальных взрывов. Зоны вулканической опасности от подобных проявлений будут локализованы в пределах сольфатарных полей, долин ручьёв Кедровый, Кислый, Лечебный, Четверикова, и не должны представлять серьёзной угрозы для расположенных рядом населённых пунктов.

## Памятник природы
Вот как описывается этот уникальный памятник природы в книге «Геологические памятники природы России»:
В Южно-Курильском районе, на острове Кунашир, находится исключительно живописный и интересный в научном и учебно-просветительном отношении комплексный геологический памятник природы (с чертами петрографического, геоморфологического и гидрогеологического типов) федерального значения. Над морской террасой возвышаются остатки соммы (полукольцевая гора, сложенная оливиновыми андезито-базальтами), кальдера и большой экструзивный купол. …До полного кольца сомма замыкается четырьмя депрессиями сольфатарных полей. …На склонах вулкана расположены многочисленные выходы минеральных и термальных сернистых вод. По берегам речки Кислой образуются поля гейзеритов. 
Кроме научного значения, геологический памятник природы обладает большими бальнеологическими ресурсами.